# Jean Théry
Ne doit pas être confondu avec son homonyme contemporain, militant de l'Action française.
Jean Théry, né vers 1909, est un joueur de football français.

## Carrière
Le jeune Théry joue en équipe première à l'Olympique lillois, au poste d'arrière, à partir de 1927, alors qu'il n'a que 18 ans, et en reste un titulaire régulier même après l'instauration du professionnalisme en France en 1932. Il est pendant ces années l'associé habituel en défense de Jules Vandooren, qui devient un titulaire régulier en équipe de France à partir de 1933. 
Lors de la première saison professionnelle de l'Olympique lillois, en 1932-1933, il est titulaire lors des 19 matchs et est qualifié de « pilier de la défense », au « jeu sobre et effectif ». Les Lillois remportent le championnat de France en battant en finale l'AS Cannes (4-3). 
Théry semble arrêter sa carrière de joueur de football professionnel à la fin de la saison 1934-1935. En 1939, il ne joue plus. Il est écrit qu'il est caporal dans un régiment de pionniers. Il est prisonnier de guerre en 1944.

## Palmarès
- Champion de France (Olympique lillois) : 1933